# Effingham (Illinois)
Effingham è un comune degli Stati Uniti d'America, situato in Illinois, nella contea di Effingham, della quale è anche il capoluogo.